# ريتشارد بيل (رسام)
ريتشارد بيل (بالإنجليزية: Richard Bell)‏ هو رسام أسترالي، ولد في 1953 في تشارليفيل في أستراليا.